# Agronômica

Agronômica este un oraș în Santa Catarina (SC), Brazilia.